# Mirbelia viminalis
Mirbelia viminalis es una especie de planta floral del género Mirbelia, familia Fabaceae, orden Fabales.

## Distribución
Se distribuye por Queensland, Australia Occidental y Territorio del Norte.

## Taxonomía
Fue descrita por (A. Cunn. ex Benth.) C. A. Gardner y publicada en Enumeratio Plantarum Australiae Occidentalis 57 (1930).